# Volkswagen Touareg
Volkswagen Touareg je luksuzni terenac koji se u prodaji po prvi put pojavio 2002. godine.

## VW Touareg I
Prva generacija Touareg-a je bila u prodaji od 2002. do 2010. godine.

### Motori
|                | Touareg V6          | Touareg V8          | Touareg W12         | Touareg R5 TDI      | Touareg V6 TDI      | Touareg V6 TDI Automatik | Touareg V10 TDI     | Touareg R50         |
| -------------- | ------------------- | ------------------- | ------------------- | ------------------- | ------------------- | ------------------------ | ------------------- | ------------------- |
| Proizvodnja    | od 2006.            | od 2006.            | od 2005.            | od 2003.            | od 2004.            | od 2007.                 | od 2002.            | od 2007.            |
| Motor          | V6-Ottov motor      | V8-Ottov motor      | W12-Ottov motor     | R5-Dieselov motor   | V6-Dieselov motor   | V6-Dieselov motor        | V10-Dieselov motor  | V10-Dieselov motor  |
| Obujam         | 3.597 cm³           | 4.163 cm³           | 5.998 cm³           | 2.460 cm³           | 2.967 cm³           | 2.967 cm³                | 4.921 cm³           | 4.921 cm³           |
| Snaga          | 206 kW (280 PS)     | 257 kW (350 PS)     | 331 kW (450 PS)     | 128 kW (174 PS)     | 165 kW (225 PS)     | 176 kW (240 PS)          | 230 kW (313 PS)     | 258 kW (350 PS)     |
| Najveća brzina | 218/227 km/h        | 234/244 km/h        | 250 km/h            | 188/194 km/h        | 205/212 km/h        | 204/211 km/h             | 231 km/h            | 235 km/h            |
| 0–100 km/h     | 8,6 s               | 7,5 s               | 5,9 s               | 11,5 s              | 8,9 s               | 8,3 s                    | 7,8 s               | 6,7 s               |
| Potrošnja      | 13,3 l/100 km Super | 13,8 l/100 km Super | 15,7 l/100 km Super | 10,1 l/100 km Dizel | 10,4 l/100 km Dizel | 9,9 l/100 km Dizel       | 12,6 l/100 km Dizel | 12,6 l/100 km Dizel |

## VW Touareg II
Druga generacija Touareg-a je u prodaji od 2010. godine.

### Motori
V6 TDI motor s 240 KS i broja okretaja od 550 Nm iz prve generacije je optimiran. On sada u prosjeku troši 7,4 litara dizela i izbacuje 195 grama CO2 po kilometru.
3,6-litarski V6 FSI 4Motion s 280 KS troši 9,9 litara na 100 kilometara. Njegove CO2 emisije nalaziju se kod 236 g/km.
4,2-litarski dizelski V8 motor koji je preuzet od Audija ima snagu od 340 KS i izbacije 239 g CO2/km.
Također će biti i jedna hibridna verzija dostupna. Ona se sastoji od V6 TSI kompresorskim motorom s 333 KS i snažnim električnim motorom s 46 KS. Do brzine od 50 km/h moguće se voziti čisto električno. Prema Volkswagenu potrošnja je oko 8,2 litara na 100 kilometara. On ima kapacitet vuče od do 3500 kilograma. 
Sve verzije motora imaju pogon na sva četiri kotača.

## Volkswagen Race Touareg
- VW Race Touareg 1 kod Relija Dakar 2005.
- VW Race Touareg 2

Volkswagen Race Touareg je automobil koji se proizvodi samo za automobilizam kao Reli Dakar. Tako je on nasljednik Volkswagena Tareka. Od 2003. do 2005. godine se proizvodio Race Touareg 1, a od listopada 2005. godine se proizvodi druga generacija Race Touareg 2.
Volkswagen Race Touareg nema puno zajedno s Touaregom koji se prodaje. On je potpuno drugi automobil. Samo nekoliko malih dijelova su se preuzeli.
Svi Race Touareg su prijavljeni u Wolfsburgu, pa se možeju voziti po uličnom prometu.

## Vanjske poveznice
- Volkswagen Hrvatska  Arhivirana inačica izvorne stranice od 18. studenoga 2007. (Wayback Machine)